# Jim Jones (przywódca sekty)
James Warren „Jim” Jones znany również jako Wielebny Jones (ur. 13 maja 1931 w Lynn, w stanie Indiana, zm. 18 listopada 1978 w Jonestown w Gujanie) – amerykański kaznodzieja, założyciel i lider apokaliptycznej sekty Świątynia Ludu, odpowiedzialny za wymuszone przez niego samobójstwo ok. 900 członków sekty.

## Życiorys
W 1956 roku założył w Indianapolis własny kościół znany jako Świątynia Ludu Kościoła Pełnej Ewangelii, którego wyznawcami byli zarówno biali, jak i Afroamerykanie. Od 1965 roku zgromadzenie miało siedzibę w Redwood Valley w stanie Kalifornia, a w 1974 roku przeniosło się do Gujany, gdzie na tanio zakupionych terenach leśnych – dżungli – powstała niedostępna dla świata osada Jonestown. W 1977 na skutek ataków medialnych ostatni wyznawcy Jima Jonesa przybyli, by osiedlić się w jego gujańskiej kolonii. Charyzmatyczny przywódca okłamywał swych wiernych co do wydarzeń w USA, strasząc swych wyznawców, że cały cywilizowany świat wydał im wojnę i dąży do zniszczenia obozu. Nie pozwalał im także opuszczać kolonii oraz kontaktować się z bliskimi. Mieszkańcy Jonestown żyli w ciągłym terrorze, a tymczasem kolejni wierni byli werbowani za pomocą rozsyłanych pocztą prospektów.
W 1978 roku zaniepokojony sytuacją kongresmen Leo Ryan za namową grupy znanej jako „Zatroskani Krewni” zorganizował wyprawę do siedziby sekty w Jonestown. 18 listopada Ryan wraz z kilkoma dziennikarzami i adwokatami Jonesa dotarł do celu, gdzie przywitali go uśmiechnięci mieszkańcy kolonii. Leo Ryan uległ początkowo magii obozu i był pod wrażeniem entuzjazmu jego mieszkańców. Jednakże część ludzi wydawała się zastraszona, nie chcieli odpowiadać na stawiane pytania. Jeden z obozowiczów podał przybyłemu z Leo reporterowi kartkę z prośbą o pomoc w opuszczeniu obozu. W następstwie tego wywiązała się ostra dyskusja między kongresmenem a przywódcą sekty. Kongresmen zażądał kategorycznie pozwolenia na opuszczenie obozu przez chętnych do wyjazdu. Jim Jones w rozmowie odpierał wszelkie zarzuty, stwierdził także że każdy, kto chce, może opuścić kolonię. Ostatecznie kilka osób z kolonii zdecydowało się wrócić wraz z przybyłym kongresmenem do kraju. Po przybyciu na lotnisko grupa reporterów i powracających członków kolonii została zaatakowana. Tuż przed odlotem samolotu (były już włączone silniki) podjechał do nich traktor z doczepioną przyczepą. Po chwili znajdujący się na niej członkowie sekty otworzyli ogień do odlatujących. W wyniku ostrzału zginęło pięć osób, w tym kongresmen Ryan, a dziesięć zostało rannych.
Tego samego dnia, wieczorem, członkowie sekty w czasie tak zwanej „białej nocy” dokonali zbiorowego samobójstwa przez zażycie cyjanku. Dzieciom truciznę zaaplikowano dożylnie lub doustnie. Sam przywódca sekty Jim Jones zginął od rany postrzałowej skroni, prawdopodobnie popełnił samobójstwo albo został zabity przez jednego ze swych wiernych. W efekcie w nocy z 18–19 listopada 1978 r. w Jonestown zginęło 909 osób. Udało się przeżyć trzem mieszkańcom kolonii, którzy uciekli, około 80 członków sekty nie było w momencie zbiorowego samobójstwa obecnych w obozie (m.in. przybrane dzieci Jima).
Relacje osób, które przeżyły oraz oględziny ciał wskazują, że „biała noc” była w większym stopniu zaplanowanym masowym morderstwem, niż zbiorowym samobójstwem.